# Campeonato Panamericano de Ciclismo en Ruta 2017
La 32.ª edición del Campeonato Panamericano de Ciclismo en Ruta se llevó a cabo entre el 5 y el 7 de mayo de 2017 en Santo Domingo, República Dominicana, con la participación de pedalistas de veinte países del continente.
La competencia realizó a cabo pruebas de ciclismo en ruta tanto masculinas (élite y sub-23) como pruebas femeninas.
La prueba perteneció al UCI America Tour 2017 dentro de la categoría CC (Circuitos Continentales), y fue organizada por la Confederación Panamericana de Ciclismo adscrito a la UCI.
La edición de ese año fue clasificatorio para los Juegos Centroamericanos y del Caribe, evento programado para celebrarse del 20 de julio al 5 de agosto del 2018 en Barranquilla, Colombia.

## Ruta
- Las clasificaciones finalizaron de la siguiente forma:[5]

### Masculino
| Evento                            | Oro                                        | Plata                                   | Bronce                                     |
| --------------------------------- | ------------------------------------------ | --------------------------------------- | ------------------------------------------ |
| Ruta (élite) (7 de mayo)          | Nelson Soto Martínez · Colombia · 3:18;47  | José Alfredo Aguirre · México · 3:18;47 | Juan Sebastián Molano · Colombia · 3:18;47 |
| Ruta (sub-23) (6 de mayo)         | Matías Muñoz · Chile · 3:16;12             | Nicolás Tivani Argentina 3:16;57        | Alfredo Santoyo · México · 3:16;57         |
| Contrarreloj (élite) (5 de mayo)  | José Luis Rodríguez · Chile · 49;31        | Rodrigo Contreras · Colombia · 52;08    | Manuel Rodas · Guatemala · 50;20           |
| Contrarreloj (sub-23) (5 de mayo) | José Alexis Rodríguez · Costa Rica · 37;53 | Ian Garrison Estados Unidos 38;34       | Nicolás Tivani Argentina 39;32             |

### Femenino
| Evento                            | Oro                                   | Plata                                   | Bronce                                  |
| --------------------------------- | ------------------------------------- | --------------------------------------- | --------------------------------------- |
| Ruta (élite) (6 de mayo)          | Paola Muñoz · Chile · 2:21;35         | Wellyda dos Santos · Brasil · 2:21;35   | Skylar Schneider Estados Unidos 2:21;35 |
| Ruta (sub-23) (6 de mayo)         | Wellyda dos Santos · Brasil · 2:21;35 | Skylar Schneider Estados Unidos 2:21;35 | Tatielle Valadares · Brasil · 2:21;35   |
| Contrarreloj (élite) (5 de mayo)  | Chloe Dygert Estados Unidos 26;20     | Tayler Wiles Estados Unidos 26;59       | Marlies Mejías · Cuba · 27;51           |
| Contrarreloj (sub-23) (5 de mayo) | Chloe Dygert Estados Unidos 26;20     | Aranza Villalón · Chile · 28;32         | Jessica Parra · Colombia · 28;59        |

## Medallero[5]
| Núm. | País           | Oro | Plata | Bronce | Total |
| ---- | -------------- | --- | ----- | ------ | ----- |
| 1    | Chile          | 3   | 1     | 0      | 4     |
| 2    | Estados Unidos | 2   | 3     | 1      | 6     |
| 3    | Colombia       | 1   | 1     | 2      | 4     |
| 4    | Brasil         | 1   | 1     | 1      | 3     |
| 5    | Costa Rica     | 1   | 0     | 0      | 1     |
| 6    | Argentina      | 0   | 1     | 1      | 2     |
| -    | México         | 0   | 1     | 1      | 2     |
| 8    | Cuba           | 0   | 0     | 1      | 1     |
| -    | Guatemala      | 0   | 0     | 1      | 1     |